# 贝拉德
贝拉德（法語：Belhade，法語發音：[bɛlad]）是法国朗德省的一个市镇，属于蒙德马桑区。

## 地理
贝拉德（44°22'41"N, 0°41'2"W）面积28.55 平方千米，位于法国新阿基坦大区朗德省，该省份为法国西南部沿海省份，是法國本土面积第二大的省，北起吉倫特省，西临大西洋，南至大西洋比利牛斯省，东临热尔省，东北与洛特-加龍省接壤。
与贝拉德接壤的市镇（或旧市镇、城区）包括：阿尔热卢斯、马诺、穆斯泰、皮索斯、索尔、圣桑福里安。
贝拉德的时区为UTC+01:00、UTC+02:00（夏令时）。

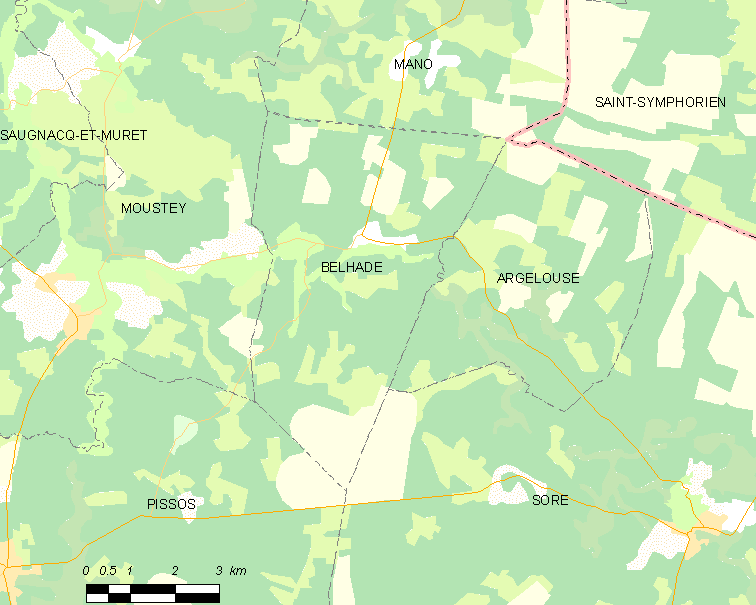
贝拉德的OSM定位图

## 行政
贝拉德的邮政编码为40410，INSEE市镇编码为40032。

## 政治
贝拉德所属的省级选区为大湖县。

## 人口

1962-2008年间贝拉德人口变化图示

贝拉德于2022年1月1日时的人口数量为222人。